# Jüdische Mythologie

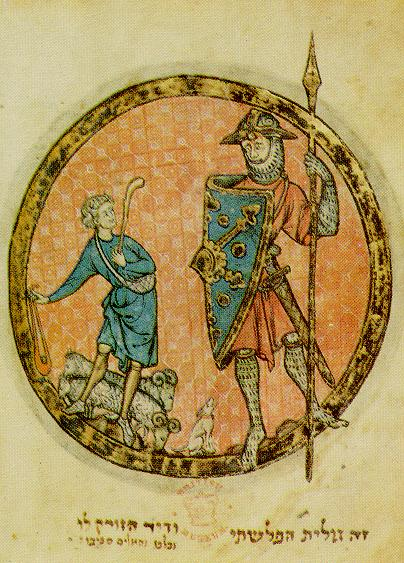
Darstellung des biblischen Kampfes David gegen Goliath – jüdische Darstellung aus dem Frankreich des 13. Jahrhunderts.

Die jüdische Mythologie umfasst die Gesamtheit der Sagen, Mythen und Märchen des jüdischen Volkes. Hauptsächlich finden sich die Charaktere der jüdischen Mythologie schon im Tanach. Um viele hat sich eine über den biblischen Text hinausgehende Geschichtenwelt gebildet.
Eine Hauptquelle der jüdischen Mythologie sind die Midraschim, rabbinische Kommentare zur Bibel. Einige Sagen haben sich jedoch erst in der mittelalterlichen jüdischen Diaspora gebildet, wie der Zyklus um den Prager Rabbi Judah Löw und seinem Golem. Eine Sammlung der Sagen und Legenden findet sich im Ma'assebuch.